# トライアングル・プレイス
『トライアングル・プレイス』は、わかつきめぐみによる日本の漫画作品。『LaLa』(白泉社)で1984年8月に掲載。この作品を表題作とする短編集が花とゆめコミックスから1986年に刊行された。

## 概要
人間と人工知能との関係を主軸とし、作者の初期の代表作とされる短編。ストーリー、絵柄ともかがみあきらの影響が強く現れていることでも知られる。作者自身も単行本中で、かがみの短編作品「聞かせてよ愛の言葉を」（『リュウ』1984年3月号・Vol.28掲載）が本作品に大きな影響を与えたと言及している。
本作品の登場人物の前日談となる短編「2.5D」が1986年の『LaLa特別編集Short Stories』SUMMER号に掲載された。

## あらすじ
近未来のある日、技術者の戸川隆行は、最愛の妻で技術者の真希を爆発事故で失った。隆行は、真希が自宅に遺した立体映像の人工知能「みゆ」のプログラムを組み直して「真希」の姿にし、気を紛らわそうとする。友人夫妻の弓弦と久美子が隆行の行動を心配する中、「真希」は、隆行が予想もしなかった現象を起こし始める。

## 主な登場人物
戸川　隆行(とがわ　たかゆき)
主人公。技術者でコンピュータを趣味とするが、「コンピュータは機械に過ぎない」との思想を持つ。妻の真希を事故で失った喪失感を補おうとして、「みゆ」を「真希」に書き換える。
戸川　真希(とがわ　まき)
隆行の妻。勤務先の津山化学の爆発事故で死亡する。大学2年のときに隆行と知り合い、コンピュータという共通の趣味で意気投合する。コンピュータが人間性を持つ可能性を信じ、自身の友人として人工知能「みゆ」を作る。
弓弦・久美子(ゆづる・くみこ)夫妻
ともに隆行や真希の学生時代の友人で、夫の弓弦は隆行と同じ職場に勤める技術者。大学2年の時に隆行と真希を引き合わせた。真希を失った隆行の行動を心配する。「2.5D」では学生時代の弓弦と久美子の出会いを描いた。
みゆ
真希が自宅に作った人工知能。「みゆ」と呼び掛けると少女の姿の立体映像として室内に現れ、人間とコミュニケーションを取ることができる。真希を失った隆行は「みゆ」のプログラムを組み直し、「真希」の姿に変えてしまう。

## 単行本収録作品
表題作を含む作者の1986年までの短編9作品を収録し、花とゆめコミックスから1986年8月に刊行された。
(かっこ内は掲載誌)
- HOME SWEET HOME (LaLaスペシャルWendy1985年夏の号)
- トライアングル・プレイス (LaLa1984年8月号)
- ぼくのとなり (LaLa1986年5月号)
- two-day (LaLa1986年6月号)
- いきなりエスケープ (LaLa1984年6月号)
- return (LaLaDELUXE1985年3号)
- そして天然色の風 (第37回ララまんがスクールトップ賞受賞作、LaLa1982年2月号)
- 招かれざる客 part1 (1982年10月同人誌『T2ファージ』ゲスト執筆[1])
- 招かれざる客 part2 (1983年10月同人誌『四次元みみず』ゲスト執筆[1])